# Chêne de la Résistance
Le Chêne de la Résistance est un chêne rouvre, arbre remarquable de la forêt de Tronçais. Il fut, par le passé, tout d'abord dénommé « Chêne de 40 mètres », puis « Chêne Maréchal Pétain » en 1940, puis « Chêne Gabriel Péri », de façon officieuse en 1944, avant de recevoir sa dénomination actuelle en 1982.

## Présentation et Histoire
D'une hauteur estimée entre 40 et 41 mètres, le chêne de la Résistance présente une circonférence de 3,68 m. Situé sur la parcelle 234/235 de la forêt du Tronçais, il aurait été planté autour de 1640.
Située non loin de la ville de Vichy qui fut le siège de l'État français dirigé par le maréchal Pétain, les soutiens du nouveau régime décidèrent de la glorifier en baptisant le 5 (ou le 8) novembre 1940, l‘un des plus beaux chêne de la futaie Colbert en Forêt domaniale de Tronçais du nom du Maréchal.
Un groupe de résistants pris la décision de rectifier la nouvelle dénomination. L'arbre étant entouré de fils barbelés, ils utilisèrent une échelle pour déposer la plaque en février 1943 et la remplacèrent par une autre plaque sur laquelle ils avaient inscrit « chêne Gabriel Péri », rappelant la mort et les tortures infligés au député communiste livré par le gouvernement de Philippe Pétain aux autorités nazies. Quelques années plus tard, Pierre Villon, député et ex membre du Conseil national de la Résistance proposa de renommer cet arbre « Chêne de la Résistance ».